# Тельчі
Те́льчі — село в Україні, у Луцькому районі Волинської області. Входить до складу Колківської селищної громади. Населення становить 392 особи.

## Назва
Наскільки вдається простежити‚ село представлене в історичних джерелах досить пізно: 1651 р. — село Тилче‚ села Тельча. Проте вихідна форма — Тельче‚ співвідносна щодо структури з Любче‚ Пальче‚ Судче і под. (назви сіл на Волині)‚ свідчить про його глибоку архаїку. Тельче — дериват від антропоніма Телець‚ оформленого за допомогою індивідуально-посесивного суфікса -j-. За нашими спостереженнями‚ це малопродуктивне в сфері ойконімії особове ім'я (пор. ще сс. Тельцы‚ Тельцово — в колишніх Вітебській і Тверській губ.‚ Telcov — у Чехії); значно частіше фігурує його корелят жіночого роду — Телица (пор. ст.-укр. Телица‚ ст.-блр. Цяліца — XVI ст.‚ ст.-рос. Телица — XV ст.)‚ від якого утворені топоніми сс. Телицино‚ Телицыно, Телицын, Телицы в різних регіонах Росії і в Білорусі. Сучасна форма досліджуваної назви‚ яка наводиться як нормативна в довідниках з адміністративно-територіального поділу України‚ є вторинною‚ вона виникла за аналогією до назв сс. Творці‚ Яківці‚ Ківерці і под.

## Історія
В 1577 році згадане під назвою Тєльче (в оригіналі пол. sÿolo TielcƷe) належало до чорторийської волості князя Михайла Чорторийського з династії Гедиміновичів. З Тельчого князь платив податок з 1 диму. В 1578 згадане під назвою Тельчаниці або Тельчаничі (в оригіналі пол. ze wszi Telczanicz), тоді платили податок з 4 загородників.
З села походить рід зем'ян Розволичів Телецьких, які в подальшому стали шляхтою Речі Посполитої. Перші згадки у 1580-х та 1590-х роках про Телецьких, які взяли родове ім'я від назви свого маєтку, свідчать про значне кількісне і територіальне поширення представників роду вже на той час і дозволяють відсунути час існування Тельчів щонайпізніше до 1560-х років, а найраніше до початку XVI ст.
В 1629 році Тельче разом Телецькою Волею складали одну маєтність і мали 11 димів у власності Рафала Лещинського. Входили до Луцького повіту Волинського воєводства.
В 1651 році власник Тельчого шляхтич Матвій Улятовський подав скаргу про те, що селяни з сіл Липляни та Студень князя Владислава-Домініка Заславського напали на село Тельче, повністю його сплюндрували, розграбували все майно, що належало селянам Тельчого, яким окрім цього причинили важкі катування та муки, що закінчились смертю. За це перед судом постали нападники з села Липляни: Іван Турчин, Ярмак Турчин, Гриць Турчин, Федор Ярмолів син, Гриць Дудченя, Ілля Коваль, шинкар Семен, Гаврило Оленя, Миско Неділка, Іван попів пасинок, Іван попів зять та інші. Та нападники з села Студень: Трухон отаман і сини його два, Лаврін Литвин, Артюк, Гринь син вдовин, Ярмак Тимош, Яцко Жур і сини його три: Петро, Васко і Радко, Симон Новак, Гриць Гулидик і Гриць Володченя та інші. В джерелі село також згадане як Тилче. Мацей Улятовський згаданий як заставний власник села Тельча, в той час як дідичем села був граф Самуель Лещинський.
В січні 2019 року парафія УПЦ МП перейшла до Помісної Церкви України.
12 червня 2020 року, відповідно до розпорядження Кабінету Міністрів України № 708-р «Про визначення адміністративних центрів та затвердження територій територіальних громад Волинської області», село увійшло у склад Колківської селищної громади.
19 липня 2020 року, в результаті адміністративно-територіальної реформи та ліквідації  Маневицького району, село увійшло до складу новоутвореного Луцького району.

## Населення
Згідно з переписом УРСР 1989 року чисельність наявного населення села становила 392 осіб, з яких 115 чоловіків та 287 жінки.
За переписом населення України 2001 року в селі мешкало 392 осіб. 100 % населення вказало своєю рідною мовою українську мову.